# Navarra (cognome)
Navarra è un cognome di lingua italiana.

## Varianti
Navarini, Navarino, Navarretta, Navarri, Navarria, Navarrini, Navarrino, Navarro.

## Origine e diffusione
Cognome tipicamente centro-meridionale, è presente prevalentemente in Sicilia.
Potrebbe derivare dal nome della regione della Navarra, in Spagna, dal pre-latino nava, "conca rocciosa".

## Persone
- Mosè Navarra – ex tennista italiano
- Nino Navarra – poeta e scrittore italiano
- Ottavio Navarra – politico italiano